# Full Motion Video
Ein Full Motion Video (engl., kurz FMV, eingedeutscht auch Vollbewegungsvideo) bezeichnet eine Filmsequenz in einem Computerspiel, die nicht in Echtzeit berechnet wird und sich somit meist qualitativ von der Spielgrafik abhebt.
Die Videos dienen häufig als Appetitmacher und Einleitung in das Spielgeschehen und werden oft als Belohnung nach dem erfolgreichen Beenden des Spieles oder von Abschnitten des Spieles gezeigt. Besonders gut als Stilmittel geeignet sind FMVs für Spiele mit einem großen erzählerischen Anteil.
Heutzutage erreicht die normale Spielgrafik oft bereits die Qualität älterer FMVs. Aktuelle FMVs können trotzdem eine jeweils noch höhere Detailtiefe und besondere Spezialeffekte zeigen.
Bekannte Beispiele für Computerspiele, die FMVs verwenden, sind die „Command-&-Conquer“-Teile eins bis vier, von denen Teil eins bis drei zusätzlich Render-Videos enthalten, Tomb Raider und der Final-Fantasy-Zyklus, aus dem auch mehrere computergenerierte Filme hervorgingen (Final Fantasy: Die Mächte in dir, Final Fantasy VII: Advent Children). Erwähnenswert ist auch die Wing-Commander-Reihe, die Zwischensequenzen mit bekannten Schauspielern wie Mark Hamill und Malcolm McDowell (Wing Commander 3) bzw. John Hurt, Christopher Walken und Clive Owen (Privateer 2) enthielt. Auch das Spiel Chaos Control für das Philips CD-i basiert hauptsächlich auf Full Motion Videos. Ein Subgenre des Adventure-Spiels ist das FMV-Adventure, das Filmszenen enthält und oft auch zum Interaktiven Film gehört.